# Сохранский, Алексей Васильевич
Алексей Васильевич Сохранский (1897 — 1920) — участник Белого движения на Юге России, командир бронепоезда «Георгий Победоносец», капитан.

## Биография
Сын тамбовского священника Василия Ивановича Сохранского, служившего настоятелем Знаменской церкви. Среднее образование получил в Тамбовской гимназии.
С началом Первой мировой войны поступил в Михайловское артиллерийское училище, по окончании ускоренного курса которого 14 мая 1915 года был произведен в прапорщики, а 14 августа того же года переведен в 39-ю артиллерийскую бригаду, с которой и участвовал в Первой мировой войне. Произведен в подпоручики 31 августа 1915 года, в поручики — 16 июня 1916 года, в штабс-капитаны — 22 сентября 1917 года.
В Гражданскую войну участвовал в Белом движении на Юге России, во ВСЮР и Русской армии — на бронепоезде «Георгий Победоносец». 28 ноября 1919 года произведен в капитаны. Награждён орденом Св. Николая Чудотворца
За то, что в бою 20 июня 1920 года с конницей Жлобы, командуя боевой частью бронепоезда, под непрерывным артиллерийским, пулеметным и ружейным огнем противника, капитан Сохранский, находясь с бронепоездом на 12 верст впереди своей пехоты, будучи окружен кавалерией, угрожавшей отрезать бронепоезд от наших частей, проявил высокую доблесть, расстреливая красных огнем на картечь.

Меткой стрельбой бронепоезд сбил и заставил умчаться вслед за своей кавалерией конный взвод артиллерии противника, поддержанный броневым автомобилем, и с открытой позиции обстреливал бронепоезд красных, подошедший к ст. Стулонево и пытавшийся поддержать свою кавалерию. В течение целого дня боя под непрерывным огнем противника, совершенно пренебрегая явно угрожавшей опасностью, стоя на крыше бронепоезда, своим огнем нанес противнику громадные потери, чем в значительной степени способствовал полнейшему разгрому корпуса Жлобы.
Взят в плен 28 октября 1920 года. Расстрелян 4 декабря 1920 года в Херсоне по приговору тройки особого отдела 6-й армии РККА.